# مايك جيسي
مايك جيسي (بالألمانية: Mike Jesse)‏ (1 مايو 1973 في ألمانيا - ) هو لاعب كرة قدم ألماني في مركز الدفاع. لعب مع إنيرجي كوتبوس ودينامو برلين وLudwigsfelder FC ‏ وتنس بوروسيا برلين وBSG Stahl Brandenburg ‏.

## وصلات خارجية
- مايك جيسي على موقع قاعدة بيانات كرة القدم.إي يو (الإنجليزية)
- مايك جيسي على موقع بيانات كرة القدم. دي إي (الألمانية)
- مايك جيسي على موقع عالم كرة القدم.نت (الإنجليزية)